# Christina Vidal
Christina Marie Vidal (Nova York, 18 de novembro de 1981) é uma atriz, cantora e produtora estadunidense. Ela é mais conhecida por seus papéis nos filmes da Disney, Brink! e Sexta-Feira Muito Louca, pelo filme "Um Talento Muito Especial", que estrelou junto com o ator Michael J. Fox, e por seu papel na sitcom da Nickelodeon, Taina, na qual interpretou a personagem-título.

## Biografia
Vidal nasceu e foi criado em Whitestone em uma área no bairro do Queens em Nova York, Vidal é filha de Manny Vidal que é um consultor fiscal e empresário e sua esposa Josie, é uma secretária, ambos são porto riquenhos. Ela estudou no Performing Arts School de Nova Iorque. Suas irmãs Lisa e Tanya também são atrizes e tem aparecido na TV e no teatro, ela também tem um irmão, Christian.
A carreira de Vidal começou em 1993 quando um de seus professores lhe disse que havia uma audição para o filme "Life with Mikey", estrelado por Michael J. Fox. Ela fez o teste e conseguiu o papel de Angie Vega. Em 1998 estrelou o filme Brink! Patinadores de Alma no Disney Channel.
Em 2001 estrelou a sitcom Taina na Nickelodeon, onde teve que se mudar para Orlando na Flórida, local onde o canal filmava seus programas na época. A série teve sucesso e durou duas temporadas até o cancelamento, no verão de 2002. No mesmo ela fez os vocais no remix do hit de verão de Will Smith, "Black Suits Comin (Nod Ya Head)", da trilha sonora de Homens de Preto II.
No ano seguinte, ela interpretou Maddie no filme Sexta-Feria Muito Louca, onde também cantou a música "Take Me Away", que entrou para a trilha sonora do filme. No mesmo ano, estrelou a série policial 10-8: Officers on Duty, como Gabriela Lopez. 
Em 2006, ela fez um piloto de um seriado junto com suas irmãs para a ABC, que foi produzido por George Lopez, porém o piloto não vingou. No final daquele ano ela estrelou o filme de terror See No Evil, além de ter participado de vários episódios da série Girlfriends. Nos últimos tempos, ela tem feito várias aparições em série de tv e filmes.

## Filmografia
| Filmes    | Filmes                       | Filmes                  | Filmes                                                 |
| Ano       | Filme                        | Personagem              | Notas                                                  |
| --------- | ---------------------------- | ----------------------- | ------------------------------------------------------ |
| 1993      | Um Talento Muito Especial    | Angie Vega              |                                                        |
| 1995      | Welcome to the Dollhouse     | Cynthia                 |                                                        |
| 1998      | Brink!                       | Gabriella               | Telefilme                                              |
| 2000      | Details                      | Maggie                  | Curta-metragem                                         |
| 2003      | Hotel                        | Gisel                   | Telefilme                                              |
| 2003      | Chasing Papi                 | Cantora do Festival     |                                                        |
| 2003      | Sexta-Feira Muito Louca      | Maddie                  |                                                        |
| 2004      | Beck and Call                |                         | Telefilme                                              |
| 2005      | The Mosquito                 | Tia                     | Curta-metragem                                         |
| 2006      | See No Evil                  | Christine               | Telefilme                                              |
| 2007      | I Wanna Dance                | Claudina                |                                                        |
| 2007      | Acho que Amo a Minha Mulher  | Candy                   |                                                        |
| 2008      | Play or Be Played            |                         | Telefilme                                              |
| 2008      | Mask of the Ninja            | Mercedes                | Telefilme                                              |
| 2010      | Magic Man                    | Elena                   |                                                        |
| 2017      | The Keeping Hours            | Gwen                    | Diretamente em Vídeo                                   |
| 2018      | Walk to Vegas                | Papiana                 |                                                        |
| Televisão |                              |                         |                                                        |
| Ano       | Nome                         | Personagens             | Notes                                                  |
| 1994      | The Cosby Mysteries          | Ramona Suarez           | Episódio: "Camouflage"                                 |
| 1995      | The Commish                  | Julianna Muldoon        | Episódio: "Off Broadway: Part 1 e Part 2"              |
| 1997      | F/X: The Series              | Theresa                 | Episódio: "Bad Influence"                              |
| 1997-1998 | Nick Freno: Licensed Teacher | Sophia Del Bono         | 21 episódios                                           |
| 1999      | Providence                   | Street Girl             | Episódio: "Saint Syd"                                  |
| 1999      | Touched by an Angel          | Ilena                   | Episódio: "Hearts"                                     |
| 2001-2002 | Taina                        | Taina Maria Morales     | 26 episódios                                           |
| 2002      | All That                     | Participação            | Episódio: "Christina Vidal/Tyrese"                     |
| 2003      | Sabrina, the Teenage Witch   | Fate Paris              | Episódio: "Romance Looming"                            |
| 2003-2004 | 10-8: Officers on Duty       | Gabriela Lopez          | 14 episódios                                           |
| 2004      | Second Time Around           | Gabrielle Herrera       | Episódio: "Secrets" Episódio: "A Kiss Is Still a Kiss" |
| 2005      | Clubhouse                    | Carmen                  | Episódio: "Between First and Home"                     |
| 2006      | Girlfriends                  | Samantha Stephens       | Episódio: "Bad Blood" Episódio: "Just Joan"            |
| 2007      | ER: Plantão Médico           | Elena Vega              | Episódio: "In a Different Light"                       |
| 2009      | Monk                         | Winona                  | Episódio: "Mr. Monk Goes Camping"                      |
| 2009-2010 | Dr. House                    | Sandy                   | Episódio: "Wilson" / "Private Lives"                   |
| 2010      | The Deep End                 | Rachel Esposito         | Episódio: "Nothing Personal"                           |
| 2010      | In Plain Sight               | Amber Johnson           | Episódio: "Son of Mann"                                |
| 2010      | Castle                       | Jamie Ruiz              | Episódio: "Almost Famous"                              |
| 2011      | Fairly Legal                 | Sophia Peña             | Episódio: "Coming Home"                                |
| 2014      | Stalker                      | Christina Richards      | Episódio: "Skin"                                       |
| 2015      | Being Mary Jane              | Lilly                   | Episódio: "Reading the Signs"                          |
| 2015      | Major Crimes                 | Carmen Tamayo           | Episódio: "Thick as Thieves"                           |
| 2015-2016 | Code Black                   | Gina Perrello           | 7 episódios                                            |
| 2016      | Limitless                    | Lucy Church             | 2 episódios                                            |
| 2016      | Blue Bloods                  | ADA Marta Avila         |                                                        |
| 2016      | Plantão Noturno              | Valeska                 | Episódio: "Emergent"                                   |
| 2017      | Training Day                 | Detetive Valeria Chavez | 10 episódios                                           |
| 2018      | Sneaky Pete                  | Valerie                 | 4 episódios                                            |